# فرودگاه انوگرا باراکس
فرودگاه انوگرا باراکس (به انگلیسی: Enoggera Barracks) یک فرودگاه نظامی است . این فرودگاه در شهر بریزبن کشور استرالیا قرار دارد و در ارتفاع ۴۸ متری از سطح دریا واقع شده است.